# فالي أوف بيس (بليز)
فالي أوف بيس (بالإنجليزية: Valley of Peace, Belize)‏ هي منطقة سكنية تقع في بليز في مقاطعة كايو [الإنجليزية]. يقدر عدد سكانها بـ 2,108 نسمة .